# Meaghan Benfeito
Meaghan Benfeito (ur. 2 marca 1989 w Montrealu) – kanadyjska skoczkini do wody specjalizująca się w oddawaniu skoków z wieży 10 metrów. Trzykrotna brązowa medalistka olimpijska (Londyn, Rio de Janeiro), uczestniczka igrzysk olimpijskich w Pekinie i Tokio, czterokrotna medalistka mistrzostw świata, trzykrotna złota medalistka igrzysk panamerykańskich, dwukrotna złota medalistka igrzysk Wspólnoty Narodów.

## Przebieg kariery
Po raz pierwszy na arenie międzynarodowej zadebiutowała w 2005 roku podczas zawodów Grand Prix pod egidą FINA rozgrywanych w Fort Lauderdale, na których m.in. zajęła 2. pozycję w skoku synchronicznym z wieży 10 m. W tym samym roku otrzymała pierwszy medal pływackich mistrzostw świata, którym był brązowy krążek wywalczony w konkurencji skoku synchronicznego z wieży 10 m. Rok później została w tej samej konkurencji brązową medalistką igrzysk Wspólnoty Narodów. W czasie mistrzostw świata w 2007 występowała w zawodach w konkurencji skoku z trampoliny 1 m i skoku synchronicznego 10 m, gdzie zajęła odpowiednio 24. i 4. pozycję. Na igrzyskach panamerykańskich w Rio de Janeiro udało się jej wywalczyć brązowy medal w konkurencji skoku synchronicznego z trampoliny 3 m.
Podczas igrzysk olimpijskich w Pekinie startowała w konkurencji skoku synchronicznego z wieży 10 m, gdzie razem z Roseline Filion uzyskała wynik 305,91 pkt plasujący kanadyjski duet na 7. pozycji.
Na mistrzostwach świata w 2009 roku zajęła 4. pozycję w konkurencji skoku z wieży 10 m zarówno indywidualnie, jak i w skoku synchronicznym. Dwa lata później na mistrzostwach świata w tych samych konkurencjach zajęła odpowiednio 4. i 7. pozycję. W ramach igrzysk panamerykańskich w Guadalajarze zdobyła srebrny medal w skoku synchronicznym z wieży 10 m oraz brązowy medal w skoku indywidualnym z wieży 10 m.
W swym drugim olimpijskim występie, który miał miejsce w Londynie, skoczkini zdobyła brązowy medal w konkurencji skoku synchronicznego z wieży 10 m (razem z Roseline Filion; kanadyjski duet uzyskał rezultat 337,62 pkt), jak również zajęła 11. pozycję z wynikiem 345,15 pkt w konkurencji skoku z wieży 10 m indywidualnie.
W 2013 została wicemistrzynią świata w konkurencji skoku z wieży 10 m (synchronicznie). Rok później wywalczyła dwa złote medale igrzysk Wspólnoty Narodów, w konkurencji skoku z wieży 10 m (zarówno indywidualnie, jak i synchronicznie). W 2015 otrzymała dwa medale igrzysk panamerykańskich w skoku z wieży 10 m – złoty w skoku synchronicznym i brązowy indywidualnie. Na pływackich mistrzostwach świata w Kazaniu zaś zdobyła dwa srebrne medale w skoku synchronicznym z wieży 10 m – zarówno wśród kobiet, jak i drużyn mieszanych.
Na igrzyskach w Rio de Janeiro wywalczyła kolejne dwa brązowe medale, oba w skoku z wieży 10 m. Indywidualnie uzyskała rezultat 389,20 pkt, natomiast w skoku synchronicznym (razem z Roseline Filion) uzyskała rezultat 336,18 pkt.
Podczas mistrzostw świata w 2017 roku zajęła 8. pozycję w konkurencji skoku z wieży 10 m indywidualnie, 4. pozycję w konkurencji skoku synchronicznego z wieży 10 m oraz 5. pozycję w konkurencji skoku synchronicznego z wieży 10 m (w mikście). Rok później zdobyła dwa srebrne medale igrzysk Wspólnoty Narodów, oba w konkurencji skoku z wieży 10 m (zarówno indywidualnie, jak i synchronicznie). Uczestniczyła w mistrzostwach świata w Gwangju, gdzie tak jak dwa lata wcześniej nie zdobyła medalu – w skoku z wieży 10 m, indywidualnie zajęła 6. pozycję, natomiast synchronicznie zajęła 4. pozycję. Na igrzyskach panamerykańskich rozgrywanych w Limie wywalczyła dwa złote medale w skoku z wieży 10 m (solo oraz synchronicznie).
W ramach igrzysk olimpijskich w Tokio wystąpiła w dwóch konkurencjach skoku z wieży. Indywidualnie zajęła 13. pozycję z wynikiem 296,40 pkt, natomiast do konkursu skoku synchronicznego przystąpiła z koleżanką z kadry Caeli McKay, gdzie uzyskała razem z nią wynik 299,16 pkt i zajęła 4. pozycję.
W kwietniu 2022 zakończyła karierę sportową.